# Skyway Monte Bianco
Ne doit pas être confondu avec Funivie Monte Bianco.
Le Skyway Monte Bianco est un téléphérique d'Italie situé dans la Vallée d'Aoste et permettant de gagner la pointe Helbronner dans le massif du Mont-Blanc depuis Entrèves, à Courmayeur. Construit de 2012 à 2015, il remplace l'ancien téléphérique en service de 1947 à 2012.

## Histoire
Le Skyway Monte Bianco est construit de 2011 à mai 2015 par Doppelmayr - Garaventa en remplacement de l'ancien téléphérique. Ce dernier, ouvert en 1947, prolongé en 1957 et nécessitant d'emprunter trois tronçons pour se rendre jusqu'à la pointe Helbronner, est alors jugé obsolète au regard de la fréquentation touristique du début du XXIe siècle.

## Parcours
Le téléphérique débute à 1 315 mètres d'altitude, à Entrèves, un village de Courmayeur, à la confluence de la Doire de Ferret et de la Doire de Vény venant respectivement du val Ferret et du val Vény. Le premier tronçon mène à la station intermédiaire du mont Fréty à 2 174 mètres d'altitude où se trouvent le refuge Pavillon et le jardin botanique alpin Saussurea. Le second tronçon du téléphérique conduit à la pointe Helbronner, à 3 462 mètres d'altitude, à la frontière française, au-dessus du refuge Torino situé sur son adret. De là, les alpinistes peuvent emprunter le glacier du Géant tandis que les touristes peuvent profiter du panorama sur le glacier du Géant et les Alpes italiennes ou bien rejoindre l'aiguille du Midi grâce à la télécabine Panoramic Mont-Blanc puis Chamonix-Mont-Blanc grâce au téléphérique de l'Aiguille du Midi.
Par rapport à l'ancien téléphérique, le site de la gare aval du Skyway est déplacé du hameau de La Palud à Entrèves même, sur un terrain beaucoup plus dégagé, en aval de l'entrée du tunnel du Mont-Blanc et permettant une liaison avec le téléphérique du val Vény situé sur le mont Chétif au sud. La gare intermédiaire au mont Fréty et la gare terminus à la pointe Helbronner sont totalement reconstruites. Le site de la seconde gare intermédiaire dans l'ancien bâtiment du refuge Torino est abandonnée. Ce refuge, désormais non desservis par le téléphérique, est néanmoins accessible par un escalier en partie souterrain permettant de franchir la centaine de mètres de dénivelé négatif depuis la pointe Helbronner.

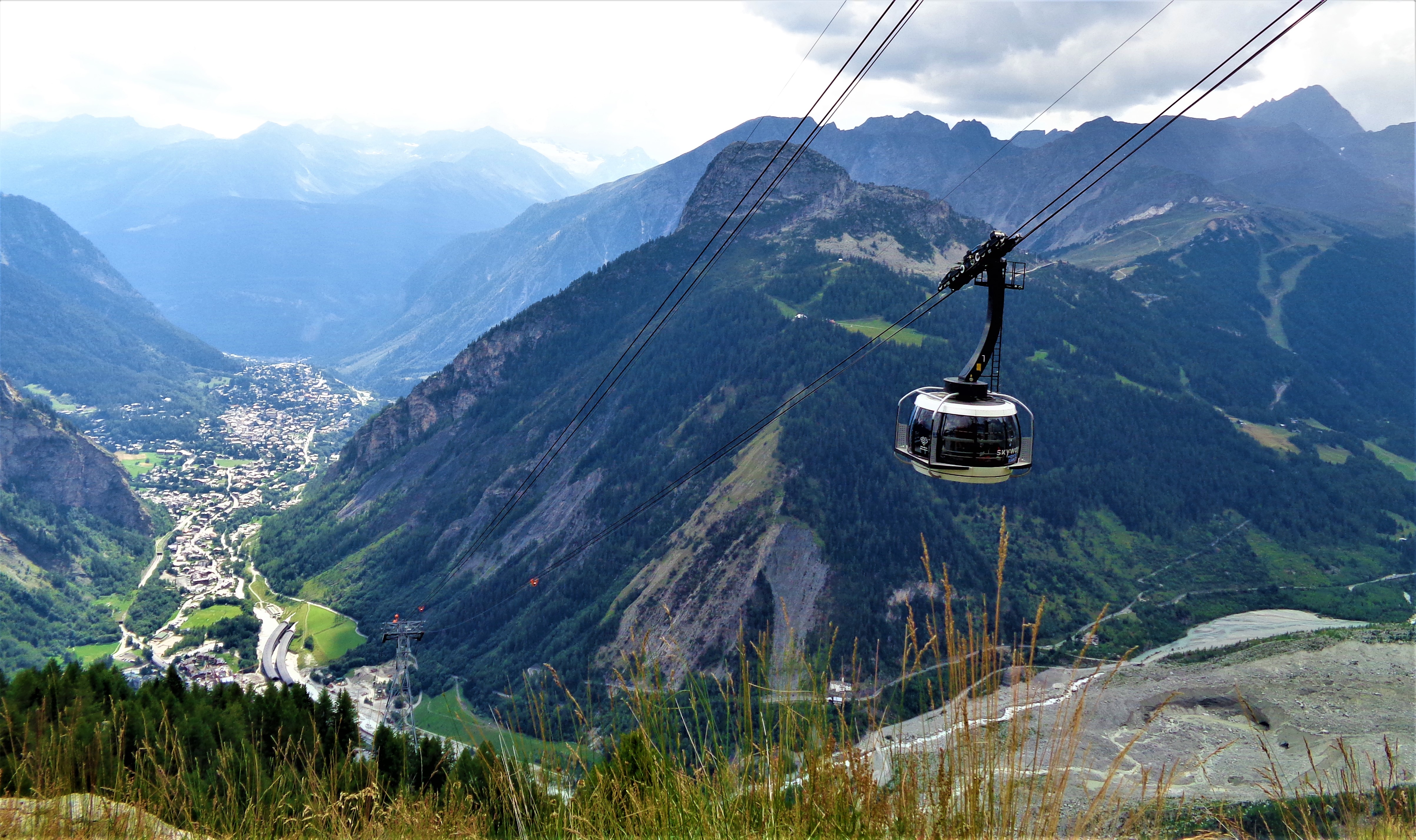
Une cabine au-dessus de Courmayeur.

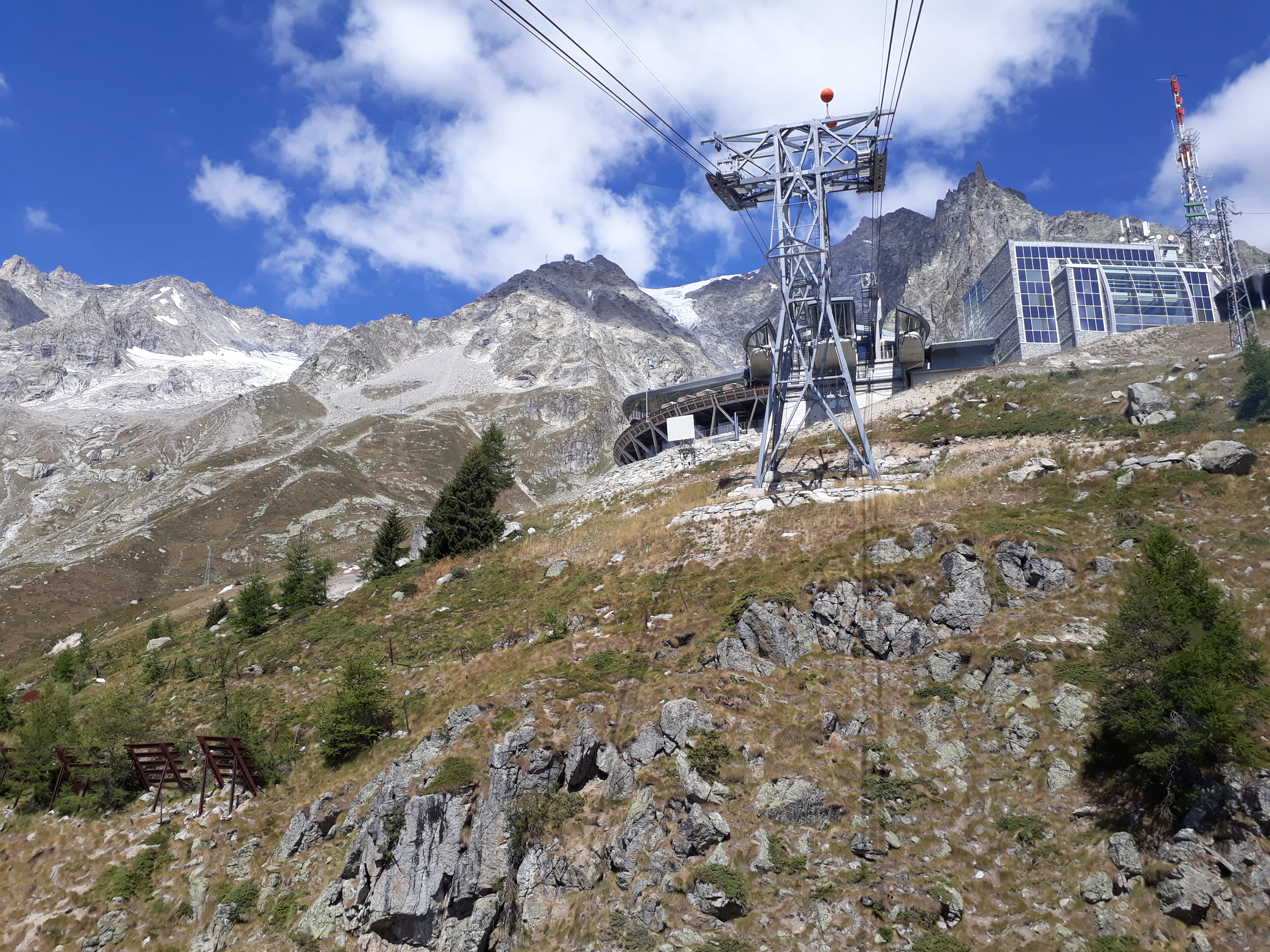
La station intermédiaire du mont Fréty avec plus haut sur la gauche la pointe Helbronner, lieu d'arrivée du téléphérique.

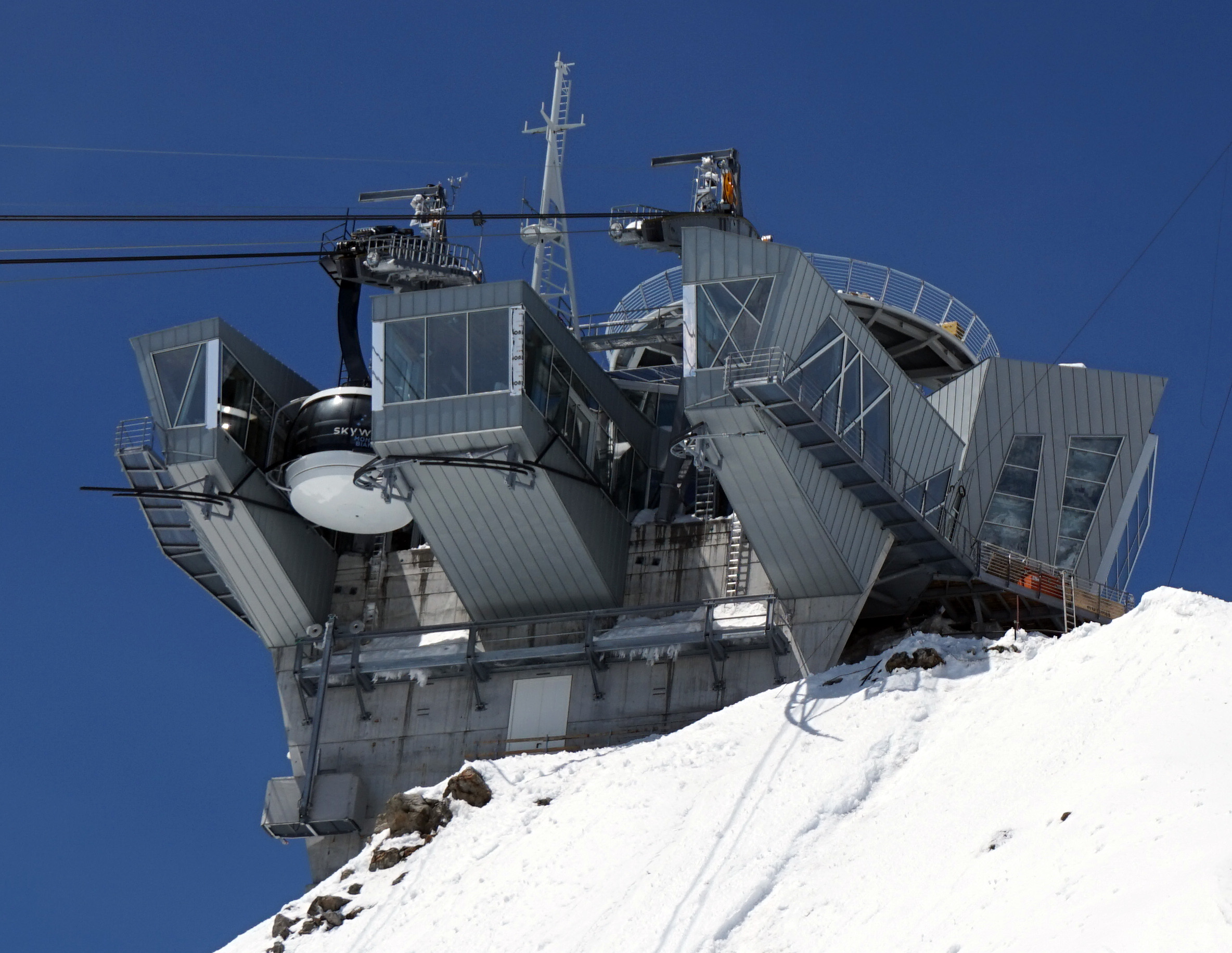
La gare d'arrivée à la pointe Helbronner.

## Dans la culture populaire
Il est présent dans le film Kingsman : Le Cercle d'or (2017).